# Colasidia atra
Colasidia atra is een keversoort uit de familie van de loopkevers (Carabidae). De wetenschappelijke naam van de soort werd voor het eerst geldig gepubliceerd in 1997 door Martin Baehr.